# Venio Losert
Venio Losert (Zavidovići, 25 luglio 1976) è un allenatore di pallamano ed ex pallamanista croato.

## Carriera
Ha vinto tre medaglie olimpiche nella pallamano con la nazionale maschile croata, in particolare ha conquistato la medaglia d'oro alle Olimpiadi di Atlanta 1996, la medaglia d'oro alle Olimpiadi di Atene 2004 e la medaglia di bronzo alle Olimpiadi di Londra 2012.
Ha partecipato anche alle Olimpiadi di Pechino 2008, quindi in totale a quattro edizioni dei giochi olimpici estivi.
Inoltre ha conquistato due medaglie d'argento (2005 e 2009) ai campionati mondiali e una medaglia di bronzo (2012) ai campionati europei.